# Sonsonate
Sonsonate es una ciudad y distrito ubicado en el occidente de la República de El Salvador, siendo la cabecera del departamento homónimo y del municipio de Sonsonate Centro. Tiene una población estimada de 72 233 habitantes para el año 2024, convirtiéndola en la segunda ciudad más importante del occidente. La localidad se fundó con el nombre de «Villa del Espíritu Santo» en unos predios baldíos cercanos al pueblo de los Izalcos en 1552. Sin embargo, esta fundación sería sumamente efímera, pues al año siguiente, en 1553, esta villa sería trasladada a su emplazamiento actual, con el nombre de «Villa de la Santísima Trinidad de Sonsonate», en una zona productora de cacao. Con el paso del tiempo, a la localidad se le conocería únicamente con el nombre de Sonsonate. Este nombre lo tomó del río Grande o Sonsonate en lengua náhuat, que la atraviesa de norte a sur por toda la llanura hasta desembocar en el océano Pacífico. Esta fue la tercera población española fundada en los territorios que actualmente constituyen El Salvador, aunque, vale aclarar, durante todo el período de la dominación española de América, Sonsonate fue capital de la Alcaldía mayor de Sonsonate, un territorio aparte del que administraba San Salvador, hoy capital de El Salvador. En el año de 1821, la localidad formaba parte de lo que fuera la Capitanía General de Guatemala, pero hacia 1823 y 1824, reunidos los diputados representantes de la Alcaldía mayor de Sonsonate y la provincia de San Salvador, en una asamblea constituyente llevada a cabo en el antiguo convento franciscano de San Salvador, decidieron unir sus territorios y fundar juntos el Estado del Salvador, como parte de la República Federal de Centroamérica. Este Estado pasaría a ser la actual República de El Salvador. De esta forma, los destinos de las otras provincias españolas quedarían atados para siempre.
| Censo | Población | Cambio | Porcentaje |
| ----- | --------- | ------ | ---------- |
| 2007  | 71 541    | N/D    | N/D        |
| 2024  | 72 233    | 692    | 1.0%       |

Por otra parte, uno de los principales atractivos culturales de esta ciudad es la celebración de la Semana Santa, que es considerada parte del patrimonio religioso del país, reconocida así mediante decreto de la Asamblea Legislativa de El Salvador desde 2013.

## Toponimia
En las primeras relaciones históricas sobre Sonsonate, se hacía referencia a que la ciudad había tomado el nombre del río de Sonsonate o de Sensunapán (en idioma náhuat Sentzunhapan) que literalmente en principio, según menciona Fray Francisco Vásquez en el siglo XVII, vendría a significar cuatrocientas o numerosas aguas; ya que a la llegada de los españoles, tal y como lo informa el cronista Diego García de Palacios en su texto de 1576 titulado Descripción de la Provincia de Guatemala, los indígenas usaban un sistema vigesimal donde al número 400 se decía zonte (específicamente se diría senzonte); en cambio, at es agua. Sin embargo, en la actualidad entre los indígenas se ocupa la expresión sentzunti con el significado de cien; por lo que su topónimo: Sentzunhat tendría el significado de cien aguas o numerosas aguas.

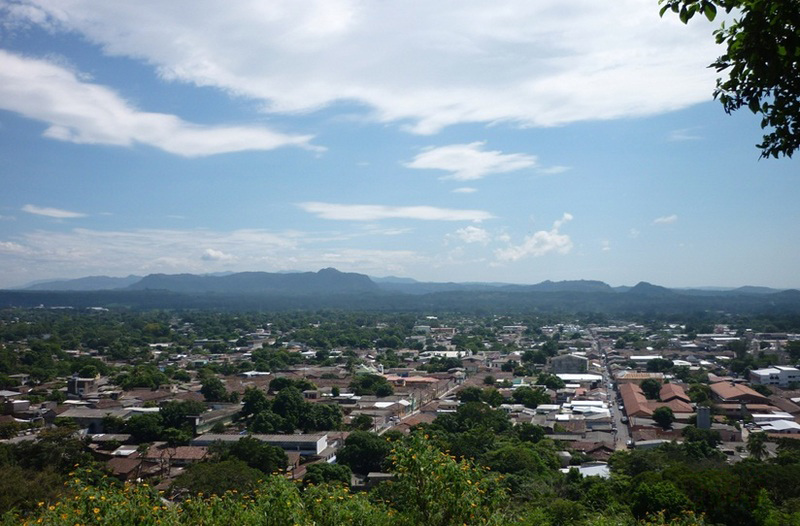
Vista desde lo alto de la loma del cementerio municipal

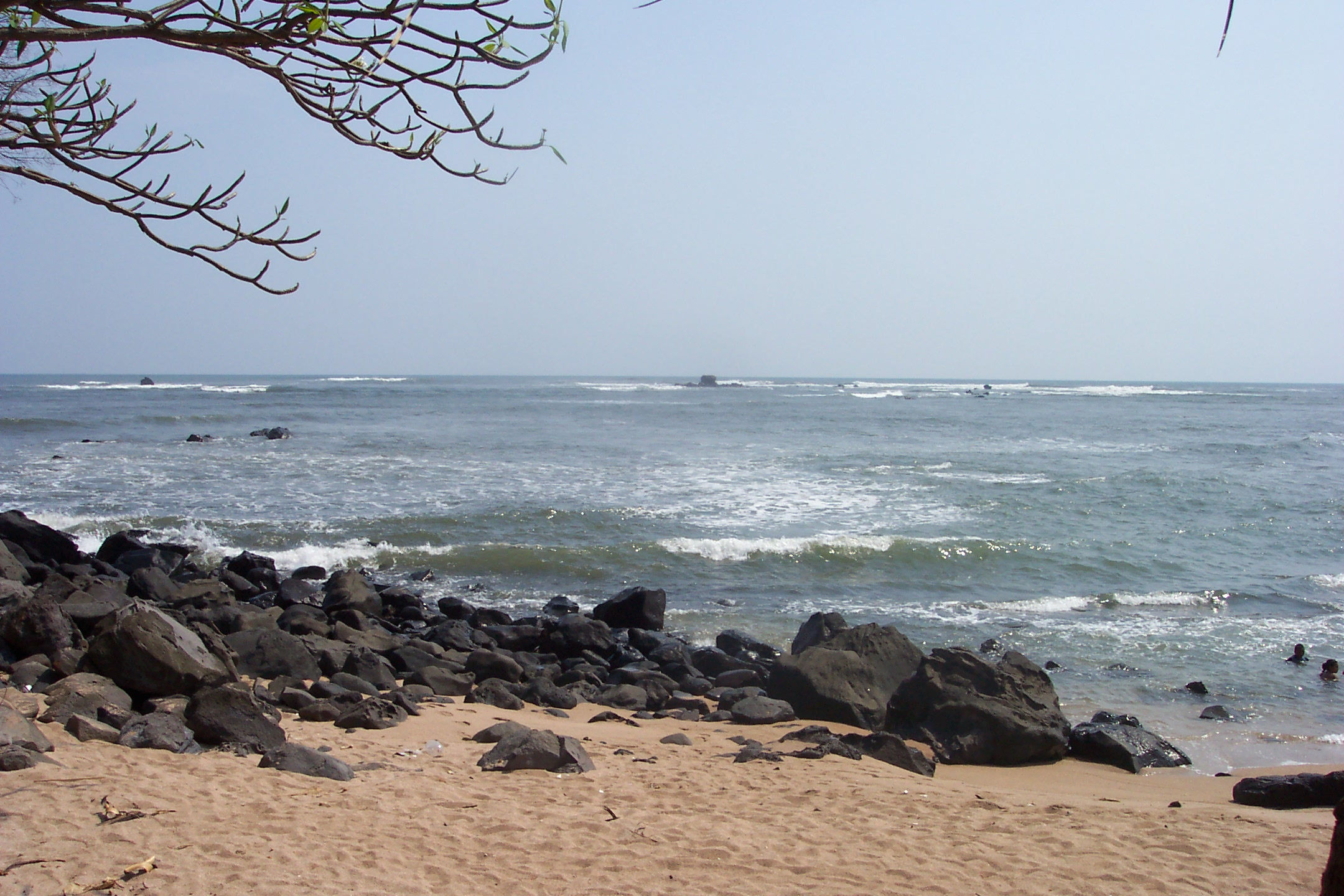
Playa Los Cóbanos

## Geografía
El distrito tiene un área de 232,53 km², y la cabecera una altitud de 220 m s. n. m. Riegan al municipio numerosas quebradas y ríos, entre los cuales se encuentran: Grande o Sensunapán, Ceniza, Las Marías, Tepechapa, Apancayo, Chimalapa, Pupulapa, y El Coyol; los accidentes geográficos más importantes son: los esteros de Barra Salada, El Maguey, Barra Ciega, y Dulce; las bocanas de los ríos Bandera, Mandinga y Apancoyo; así como la playa de Los Cóbanos. En su orografía destacan: la Cadena Costera Central, y los cerros El Oratorio, Toncontín, Nicaragua, Las Mesas, Alto, El Muñeco, Caja de Agua y Las Palomas. Limita con los siguientes municipios: 
| Noroeste: San Antonio del Monte           | Norte: Nahuizalco    | Noreste: Sonzacate e Izalco                      |
| Oeste: Acajutla y Santo Domingo de Guzmán |                      | Este: Caluco, Cuisnahuat y Santa Isabel Ishuatán |
| Suroeste: Acajutla                        | Sur: Océano Pacífico | Sureste: Santa Isabel Ishuatán                   |

## Historia

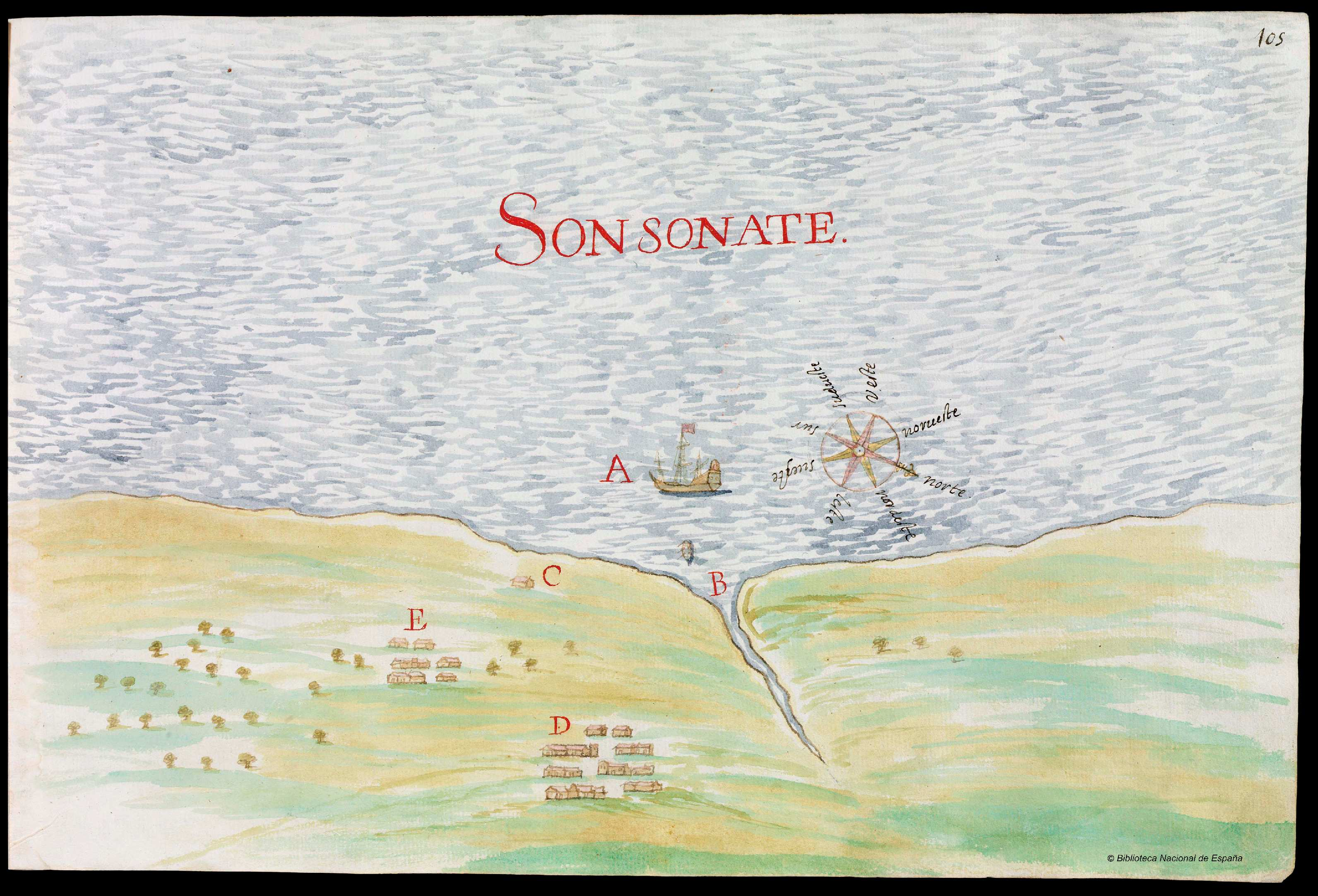
La región de Sonsonate en un mapa español de 1632.

Una vez consumada la conquista en la denominada provincia de los Izalcos, a mediados del siglo XVI, varias familias de españoles se asentaron en las tierras de los nativos. La zona era rica en recursos, ya que en ella se cultivaban el cacao y el bálsamo negro, que pronto comenzaron a exportarse. Sin embargo, los asentamientos de los españoles y la explotación de la tierra se desarrollaban sin orden alguno, lo que provocaba no pocos altercados. Por esa razón, las leyes de la Corona española prohibían que los peninsulares convivieran con los naturales.
El año 1552, y por iniciativa del mercader Antonio Domínguez junto a otros individuos con sus respectivas familias radicadas en las orillas del río Grande de Sonsonate, fue solicitada la fundación de la villa del Espíritu Santo ante el alcalde mayor de Acajutla, Gonzalo de Alvarado. Autorizada la petición, se realizaron los respectivos trazos para erigir la pequeña urbe. 
Para 1553, era alcalde mayor de Acajutla don Francisco del Valle Marroquín. Este personaje, junto al alcalde de la ciudad de Santiago de los Caballeros, Juan de Guzmán, procedió a retirar a los peninsulares de los poblados indígenas, a pesar de los reclamos subsiguientes. Sin embargo, los intereses irreconciliables de los nuevos colonos obligaron a buscar otro asiento, el cual fue establecido probablemente el 28 de mayo, y que tuvo como su principal promotor a la Orden de Santo Domingo. Además, el obispo de Guatemala, Francisco Marroquín, ordenó el cambio del nombre a «Villa de la Santísima Trinidad de Sonsonate».
Ya en 1558, ostentaba el cargo de alcalde mayor de Sonsonate, don Alonso de Paz, y la villa era considerada como la cabecera principal de la provincia, que se complementaba como plaza comercial del puerto de Acajutla. En 1570, la orden de los Dominicos fundó dos sedes en la Nueva España: una ubicada en Chiapas y la otra en Sonsonate, que tuvo su asiento provisional en Izalco, aunque en Sonsonate se erigió el templo de Santo Domingo. En esos años, según una crónica de Juan López de Velasco, se estimaba la población en «2000 personas repartidas en 400 familias españolas», y también se daba relevancia a la intensa producción de cacao. Un personaje que ocupó el cargo de alcalde mayor entre 1583 y 1589 fue Juan de Mestanza, poeta que fue amigo de Miguel de Cervantes.
Durante su viaje en Centroamérica, fray Alonso Ponce, en calidad de comisario general de la Orden de San Francisco, llegó a Sonsonate en la noche del 3 de julio de 1586 después de salir de San Salvador el mismo día, pasando por varios pueblos entre medio. Describió una estancia grande habitada por "muchos negros" en el camino a Sonsonate y un barrio anexo al pueblo donde habitaban "indios mexicanos que ayudaron a los españoles a la conquista de aquella tierra". Fue recibido en el pueblo por los frailes con música de trompetas y campanas. El convento del orden franciscano a que pertenecía, el Convento de la Concepción de Nuestra Señora, tenía cinco frailes; su estructura del convento era de adobes y tapias con techo de tejas y aposentos bajos; tenía bajo su jurisdicción "unos pocos indios pipiles de visita". También habló del convento de dominicos cuyo prior lo visitó al igual que el alcalde mayor y gente del pueblo. Calculó el número de "vecinos" españoles en 130, siendo este el número aproximado de familias. Salió de Sonsonate en el 4 de julio hacia Nahuizalco.
Para el año 1770, según consigna el arzobispo Pedro Cortés y Larraz, Sonsonate era cabecera de la parroquia homónima que comprendía a San Miguel Sonsacate, San Francisco Tacuzcalco, San Antonio del Monte y Santa Isabel Mejicanos, cuyo nombre se debía al asentamiento de tlaxcaltecas y mexicas en el tiempo que se fundó la ciudad. Además, el religioso calculaba su población en 2836 personas distribuidas en 644 familias.

### Pos-independencia

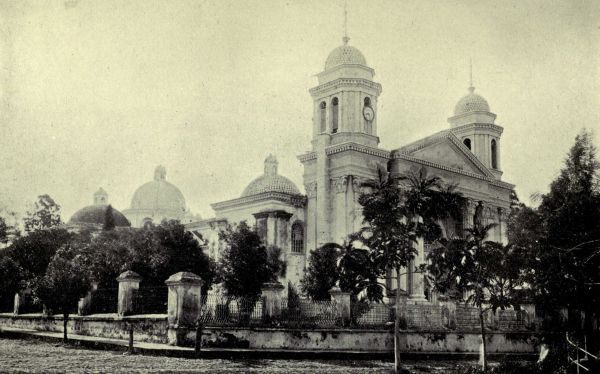
La catedral a principios del.

Tras la firma del Acta de Independencia de América Central del 15 de septiembre de 1821, Sonsonate se encontraba anexa al estado de Guatemala. Sin embargo, debido a la proximidad con la capital salvadoreña, las autoridades de la villa giraron invitación a los otros poblados de la antigua alcaldía mayor para que se unieran al estado de El Salvador, lo cual se ratificó el 22 de diciembre de 1823.  
Para el 1 de abril de 1824, la primera asamblea constituyente del estado salvadoreño otorgó el título de ciudad a Sonsonate.   
En 1833, llegó a ser capital de la República Federal de Centroamérica por decreto ejecutivo del 14 de octubre. El gobierno federal se trasladó a Sonsonate desde el 5 de febrero de 1834 y el Senado verificó su traslado en el 15 de febrero. El Congreso Federal fue instalado en la tarde del 13 de mayo y fue inaugurado en el 15 de mayo. En el 29 de mayo, el congreso acordó trasladarse con las demás autoridades nacionales a la ciudad de San Salvador; El presidente Morazán se trasladó y preparó los edificios para recibir las autoridades federales. En el 9 de junio de 1834, el Congreso Federal suspendió sus sesiones para trasladarse y las continuó en San Salvador, la nueva capital de la república, en el 14 de junio. En ese tiempo, Sonsonate era la cabecera del departamento del mismo nombre, pero en 1835 se trasladó a Santa Ana.  
En un documento denominado «Estadística de 1853» se refería que el poblado tenía 4472 habitantes repartidos en los barrios del Centro, El Pilar, San Francisco, Veracruz, El Ángel y Mejicanos. Asimismo, se consignaba los siguientes: 

A pesar de ser Sonsonate tan antiguo, el trazo del centro es regular, sus calles rectas de 100 varas de largo y de 10 de ancho, todas ellas empedradas, contándose 87 entre éstas y las de los barrios. Las casas son todas de un solo piso, de paredes de adobes, blanqueadas por dentro y fuera con cal y cubiertas de teja, habiendo por todas 879. Hay nueve iglesias de las cuales tres están arruinadas. La casa municipal, que está en la banda occidental de la plaza principal, no se ha concluido: pero tiene un hermoso portal de arcos de mampostería.

Un artículo de mejoras materiales publicado en la Gaceta del Gobierno del Salvador en el 10 de febrero de 1854 relata que en Sonsonate, la Junta Itineraria estaba trabajando en los caminos que conducen a Acajutla y Santa Ana. La Junta de Caridad había puesto el Hospital en buen estado y construyó un coliseo provisional destinando sus productos a beneficio del Hospital. La Junta parroquial se ocupaba de la reedificación de la parroquia y había construido en todo el mes de enero ocho acres de calicanto. La Junta de Educación había emprendido la construcción de una casa para la escuela de bastante capacidad, pero el trabajo había paralizado por falta de fondos. La Municipalidad levantó un cabildo que solo le faltaba el adorno exterior.
En respuesta al terremoto que destruyó a San Salvador en abril de 1854, la Compañía Dramática de aficionados de la ciudad de Sonsonate dio en la tarde del 25 de mayo una función teatral a beneficio de los que sufrieron la ruina de la capital, cuyo producto fue remitido al presidente para hacer la distribución; se puso en escena el drama Una Llave y Un Sombrero del dramaturgo español Ildefonso Antonio Bermejo, y El Puñal del Godo de otro dramaturgo español José Zorilla.
En un informe de mejoras materiales hecha en el 21 de junio de 1854, el gobernador Teodoro Moreno notó que en la ciudad se abrió una calle a la izquierda del Río Grande y construido un empedrado de 20 varas de largo y 9 de ancho, se abrió otra calle en la salida para el pueblo de San Antonio y otra que se dirige del cabildo para el Río Grande, acopiándose materiales para empedrarlas; la Junta de Caridad construyó un teatro destinado a engrosar los fondos del hospital y edificó una casa de dos altos para objetos de su instituto; la municipalidad comenzó a edificar una casa destinada a la enseñanza primaria pero por falta de fondos el trabajo se paralizó, la gobernación fue informada que se habían gastado sobre 800 pesos en ese trabajo, por lo que la gobernación de Sonsonate excitó a la corporación municipal para que en junta extraordinaria proponga los arbitrios que crea adaptables para concluir los trabajos.
En el informe del 6 de septiembre el gobernador Tomás Medina, notó: "Se suspendieron las obras materiales, a causa de la exhaustez de fondos y carencia de víveres; pero han propuesto arbitrios para rehacerse de recursos, y muy pronto continuarán dichas recursos, y muy pronto continuarán dichas obras, aprovechándose de la abundancia de víveres."
En el informe del 12 de octubre, el gobernador Tomás Medina, notó: "El 1º del actual se estableció el alumbrado con su correspondiente compañía de serenos, que tan indispensable y necesario es para aquel honrado vecindario. Su instalación fue solemnizada con la representación de una pieza dramática; y no se han continuado las obras materiales comenzadas, por carecer absolutamente de fondos, según informan."
Por el decreto legislativo del 22 de febrero de 1855, ejecutado por el presidente José María San Martín, el departamento de Sonsonate se dividió en dos: el de Santa Ana y el de Sonsonate, por lo que la ciudad volvió a tener la calidad de cabecera departamental.
En el 2 de enero de 1866, empezando a las 11 p. m., un viento norte arrasó con la ciudad y los pueblos aledaños. Una carta de Sonsonate publicada en el periódico oficial El Constitucional en el jueves 11 de enero, leía:

Un norte extraordinarisimo nos ha tenido sobre-escitados y en encierro constante. Los barrios del Angel, Mejicano y Veracruz se encuentran como si hubiesen pasado por todas las consecuencias de una accion de guerra. Muchas casas volcadas, otras desmanteladas y cuasi todas en estado de avería, presentan un aspecto triste. En el centro los estragos son menores por lo mismo que las construcciones son mas sólidas; pero es sí seguro que en la teja que habrá de ser necesaria á las reparaciones todas, se invertirán algunos centenares de pesos. [...]
Autor Desconocido

Los habitantes del barrio del Ángel, que fueron los más afectados, quedaron en la calle; en respuesta, el gobernador Ipiña levantó una subscripción para socorrerlos.
Después de que se reglamentó la Policía Rural con Jueces de Policía rural en el 16 de mayo de 1868, se nombró a don Manuel Díaz como Juez de Policía Rural del distrito de Sonsonate, cuya dotación era de 30 pesos mensuales.
Un suceso notable fue la inauguración de la primera vía férrea entre Sonsonate y Acajutla, que se llevó a cabo el 4 de junio de 1882 por el presidente Rafael Zaldívar. Para la ciudad fue de mucho provecho, ya que allí se ubicaban los talleres para las reparaciones de las máquinas.
En el 2 de diciembre de 1888 se fundó y reglamentó la Sociedad de Artes de Sonsonate cuyo objeto era promover el adelanto de las artes, establecer la protección entre sus miembros y fomentar la fraternidad entre los centroamericanos, fue presidido por Daniel Choto. Este fue aprobado por un acuerdo ejecutivo en el 10 de abril de 1889.
En el 12 de mayo de 1891, durante la administración del presidente Carlos Ezeta, se funda la Compañía de Luz Eléctrica de Sonsonate, cuyos estatutos son aprobados por el poder ejecutivo en el 18 de mayo.
Para 1890, según datos proporcionados por Guillermo Dawson, en Sonsonate habitaban 8000 personas.

## Demografía
En el año 2007, en Sonsonate residían 49 129 personas en el área urbana (69%), y 22 412 en el área rural (31%). Ocupaba la 17.ª posición en población por municipio en el país con 71 541 habitantes. En el 2013 tiene una población estimada de 72 158 habitantes. Y en 2020 tiene una población de 71 980 habitantes.

## División administrativa
La ciudad o distrito de Sonsonate es el de mayor extensión territorial de los distritos que integran la Municipalidad de Sonsonate Centro ocupando un área de 232.53 km2. A nivel administrativo se subdivide en una área urbana y doce cantones, diez de los cuales se ubican en la zona centro-sur del departamento; mientras que el área urbana junto a los dos cantones restantes en la zona central.
| N.º | Cantones | Cantones              | Mapa |
| --- | -------- | --------------------- | ---- |
| 1   |          | Loma del Muerto       |      |
| *   |          | Área Urbana           |      |
| 2   |          | Las Delicias          |      |
| 3   |          | Santa Emilia          |      |
| 4   |          | Las Tablas            |      |
| 5   |          | El Edén               |      |
| 6   |          | Miravalle             |      |
| 7   |          | Tonalá                |      |
| 8   |          | El Presidio           |      |
| 9   |          | Salinas de Ayacachapa |      |
| 10  |          | Chiquihuat (Tazulá)   |      |
| 11  |          | El Cacao              |      |
| 12  |          | La Ensenada           |      |

## Economía
La economía del municipio de Sonsonate esta principalmente basado por el comercio de diferentes productos como el café. La ciudad está ubicada en el centro del departamento de Sonsonate, y tiene ubicación estratégica, en la ciudad se ubican varias plantas procesadoras de productos lácteos, como la reconocida Cooperativa Ganadera de Sonsonate, esta empresa es la mayor fabricante de leche envasada en el país, llegando a una producción de más de 150,000 litros diarios y es reconocida en todo el territorio nacional por su marca de productos lácteos Salud, líder en el mercado salvadoreño. Cerca de la ciudad se encuentra La Central de Izalco, que es la central azucarera más grande del país.
La calle principal de Sonsonate aloja variedad de negocios y centro comerciales como Metrocentro y Larista Plaza, y en la carretera de Acajutla, en la sección del municipio de Sonsonate se encuentra el centro comercial El Encuentro, Sonsonate es una de las ciudades que más crecimiento comercial ha tenido en El Salvador.
Megaplaza
Como una solución a la proliferación del comercio informal en las calles de la ciudad, en enero de 2013 se inauguró el centro comercial Megaplaza que aloja 2380 locales. Se encuentra dividido en cuatro módulos: puestos de venta de ropa, cosméticos y salas de belleza; frutas y verduras; alimentos; y centro financiero.

## Servicios públicos
Hospital Dr. Jorge Mazzini Villacorta
En el año 1578 se fundó en Sonsonate el hospital de Nuestra Señora del Buen Suceso, el cual pasó a manos de la orden de San Juan de Dios en 1643, cuyo nombre obtuvo dicho centro. Para la época republicana, en 1835, el hospital estaba en ruinas, por lo que en 1862 se adquirió un nuevo terreno junto al convento de San Francisco, donde se iniciaron las obras del nuevo nosocomio. La actual estructura se erigió en 1867, y fue durante el periodo del ministro de salud, Francisco López Bertrán, en la gestión presidencial de Francisco Flores, que pasó a llamarse Hospital Nacional General Dr. Jorge Mazzini Villacorta, el cual atiende a la población de 16 municipios de los departamentos de Sonsonate y Ahuachapán.

## Patrimonio

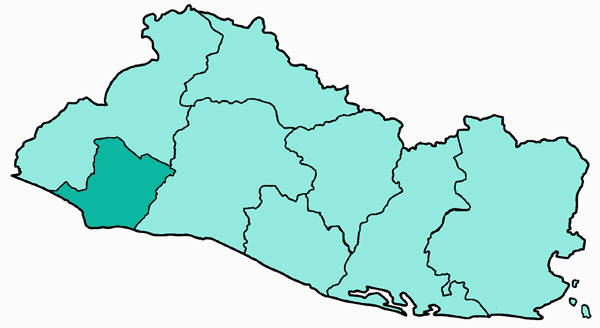
La ciudad de Sonsonate es sede de la diócesis homónima y abarca todo el departamento de Sonsonate

### Patrimonio histórico
Catedral de la Santísima Trinidad
La iglesia de la parroquia de la Santísima Trinidad fue bendecida el 1 de abril de 1887. Para 1986, el papa Juan Pablo II erigió la diócesis de Sonsonate, por lo que el templo se consagró como catedral. Su primer obispo fue monseñor José Carmen di Pietro.
El 2001, la catedral sufrió daños por el terremoto del 13 de enero de ese año, hasta quedar inutilizada. Desde entonces fue sometida a reparaciones.
Dentro del templo catedralicio reposan los cuerpos de sus dos primeros obispos, monseñor José Carmen di Piedro, monseñor José Adolfo Mojica y el franciscano que edificó el templo, Fray Patricio Ruiz.
Entre las principales Imágenes de veneración se encuentran: La Consagrada Imagen de Jesús Nazareno "protector perpetuo" de la ciudad, Venerada Imagen de Santa María de Candelaria y El Señor de las Misericordias.
La Catedral cuenta con una oficina, librería, suvenires, curia diocesana, salones parroquiales y un estacionamiento remodelado.
Parroquia El Pilar
Este templo comenzó a construirse en el año 1732 en el barrio de El Pilar, hasta terminarse en 1840. Es de estilo barroco, y la fachada se encuentra dividida en tres cuerpos. A ambos lados se erigen dos torres con sus respectivos campanarios.
En 1840, inician las procesiones del Santo Viacrucis desde este templo hacia el extinto templo El Calvario. Con el tiempo, la celebración popular se llevó hacia El Ángel y Catedral.
La primera Hermandad fue establecida como Cofradía en 1840, celebrándose los viacrucis.
Parroquia El Ángel
En 1572, cuando bajo el patronato del Santo Ángel de la guarda, los padres Dominicos trasladaron el convento al otro lado del río Sensunapán, donde ahora esta el Templo de Santo Domingo. Para 1780, ya eran entonces los sacerdotes Franciscanos quienes tenían a cargo la parroquia del Ángel. El edificio actual fue bendecido en 1966. Fray Timoteo Fazio fue quien también tuvo la misión de edificar el nuevo templo. La parroquia esta dedicada a Santa María de los Ángeles, que es la imagen titular, junto a las imágenes de San Francisco de Asís, Jesús Nazareno del Ángel y Jesús Resucitado, que también se veneran en el templo. En el 2016, se celebraron las "bodas de oro" del nuevo templo.
En el año 2019, fue bendecida la nueva capilla del Santísimo Sacramento en el ala derecha del templo. 
Barrio El Pilar
Es uno de los barrios más antiguos de Sonsonate, y el que mejor conserva su conjunto arquitectónico. Los edificios se encuentran construidos en su mayor parte de adobe, con techo de tejas a dos aguas. Contiene dos templos de importancia histórica como los son el de la Virgen del Pilar y Santo Domingo.
Parque Rafael Campo
Es considerado el núcleo donde se desarrolló la ciudad desde la época colonial, y centro de las edificaciones más antiguas. Se encuentra rodeado por la catedral, casa consistorial y otros edificios de importancia comercial. En ese lugar se erigió un busto en honor al presidente Rafael Campo en el año 1913.
Plaza del ferrocarril
Un símbolo distintivo de la ciudad es una locomotora ubicada en el costado oriente de la misma, en el acceso de la carretera San Salvador-Sonsonate. La máquina simboliza la historia del ferrocarril en El Salvador, en la que Sonsonate desempeñó un importante papel.

### Patrimonio cultural

#### Fiestas patronales
Las fiestas patronales de Sonsonate se celebran del 25 de enero al 2 de febrero de cada año, en honor a la Virgen de la Candelaria. La primera imagen de Nuestra Señora de Candelaria llegó a la ciudad en el año 1604 junto a la imagen de Jesús Nazareno "protector perpetuo" y se encontraba ubicada en el antiguo templo de Nuestra Señora de la Merced. Para 1834 nació la Feria de Nuestra Señora de Candelaria, cuando la imagen fue trasladada al templo parroquial de la Santísima Trinidad. Dicho festejo se instituyó por Decreto gubernamental del Diario Oficial del 28 de abril de 1896, con el nombre de «Feria de Candelaria».
En la época contemporánea, las fiestas patronales comprenden el desfile del correo, la feria de artesanías, la feria ganadera y los festivales musicales conocidos como «Cabalgata artística» y «Verbena Sonsonateca». Las festividades culminan el 2 de febrero con una procesión y misa en honor a la Virgen de Candelaria.
Cuaresma y Semana Santa
En El Salvador, las poblaciones en las que se celebra con mayor solemnidad la Semana Santa son Sonsonate e Izalco. Las cofradías encargadas de las procesiones en esta ciudad son:
La Hermandad de Jesús Nazareno de Los Viacrucis, que se fundó en 1840 bajo cofradía. Apertura la Cuaresma con sus procesiones tradicionales los viernes de Cuaresma, destaca la Venerada Imagen de Jesús Nazareno de Los Viacrucis, que data de 1929 y fue tallado por don Jorge Dubios en la ciudad de Guatemala. Y el domingo de ramos con la procesión de Jesús de Las Palmas.
También durante la Cuaresma se realiza la procesión de la imagen de Jesús Nazareno de La Caída, que es el restablecimiento de una antigua tradición, instituida por el Frayle Franciscano Roberto Siguere, la cual se suspendió en 1982.
La Hermandad de Jesús Nazareno, que se fundó en 1859. Una de sus principales tareas es la custodia de la consagrada imagen de Jesús Nazareno "protector perpetuo" de Sonsonate, que fue tallada en la ciudad de Florencia, Italia, a petición de fray Ramírez de Arellano y llegó a Centroamérica para el año 1604.
El Nazareno fue la segunda imagen del país en consagrarse, y fue a manos de monseñor José Adolfo Mojica, que se consagró en el Estadio Ana Mercedes Campos el 20 de enero de 1996, ante la presencia de diversas asociaciones de El Salvador y Guatemala. En 2019 la imagen fue proclamada como "Protector Perpetuo" de la ciudad de Sonsonate en el Templo de Santo Domingo, ante la presencia de hermandades de El Salvador y Guatemala, teniendo como padrinos las imágenes de Santo Domingo y la Virgen de Candelaria en un solemne triduo. 
La imagen de Jesús de Nazaret, símbolo de la Semana Santa Salvadoreña tiene su procesión de lunes a miércoles santo y el Viernes Santo, de forma penitencial del santo viacrucis donde se realiza la ceremonia de "las cortesías", en esta se encuentran las imágenes de la Santísima Virgen de Dolores, San Juan, María Magdalena y Verónica. El acto ha sido acompañado por diversos obispos del país, y el penúltimo nuncio apostólico de El Salvador, monseñor León Kalenga.
Otra entidad, es la Hermandad del Santo Entierro de Cristo, que se fundó en el templo de Santo Domingo en el año 1875, por Fray Patricio Ruiz. Es la procesión más concurrida del país, acompañada por unas 40,000 personas y una duración de unas 15 horas continuas, llevando la sagrada imagen de Cristo Yacente en una bella urna de cristal. La urna que es cargada por unos 900 socios, en grupos de 40 miembros también se hace acompañar por cadetes de la Escuela Militar Capitán y General Gerardo Barrios de El Salvador.
La celebración se cierra con la reciente y más joven asociación, que es la hermandad de Jesús Resucitado, la cual lleva a cabo la procesión de las veneradas imágenes de Jesús Resucitado y la Santísima Virgen María, saliendo en la iglesia de Nuestra Señora de los Ángeles. La Hermandad se fundó en el año 2011 como primer hermandad dedicada a esta advocación festiva a nivel nacional.
Debido a su importancia cultural, el año 2013 la Asamblea Legislativa de El Salvador declaró a la Semana Santa sonsonateca como parte del patrimonio cultural religioso.
La Alcaldía Municipal de Sonsonate, bendijo la remodelada Gran Vía Férrea (antigua estación del tren) ante la presencia de la imagen de Jesús Nazareno "protector perpetuo" de Sonsonate el martes santo 12 de abril de 2019 junto a miles de personas, entre autoridades, socios de la hermandad y turistas.